# Bengt Edlén

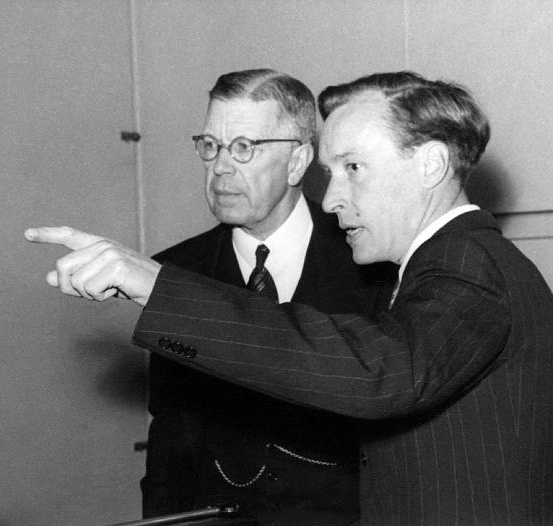
Edlén (rechts) mit König Gustav VI. Adolf von Schweden (1951).

Bengt Edlén (* 2. November 1906; † 10. Februar 1993) war ein schwedischer Astrophysiker.
Edlén war von 1944 bis 1973 Professor an der Universität Lund.
Sein Hauptforschungsgebiet war die spektroskopische Untersuchung der Sonnenkorona. Spektrallinien, die bislang einem nicht identifizierten Element – Coronium genannt – zugeordnet wurden, konnte er 1940 als Linien von mehrfach ionisiertem Eisen erklären. Diese Deutung wurde nicht unmittelbar akzeptiert, da dies eine Temperatur von Millionen Grad in der Korona erfordern würde, stellte sich aber später als richtig heraus.

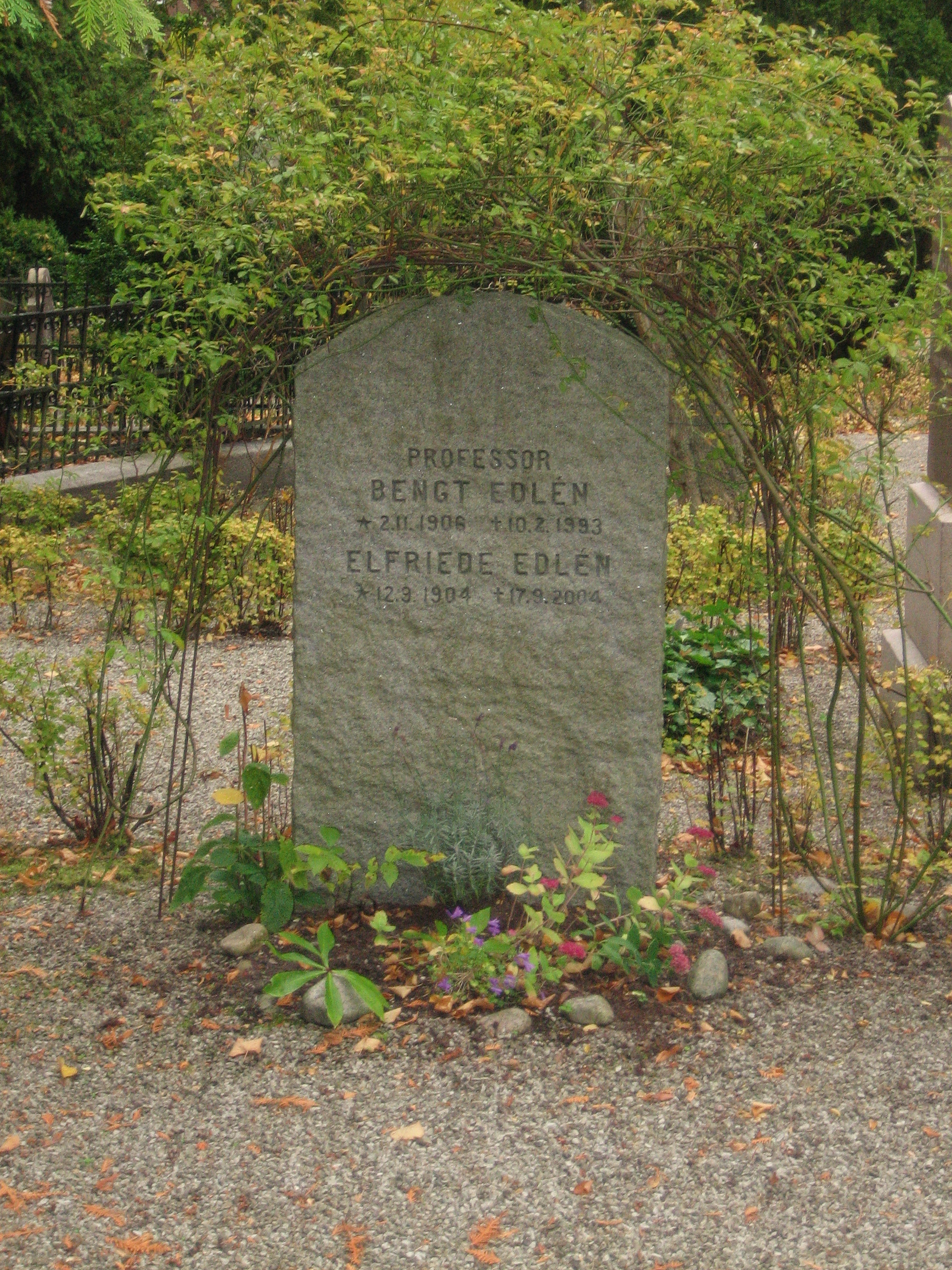
Grab von Bengt Edlén

Er wurde 1945 mit der Goldmedaille der Royal Astronomical Society und 1968 mit der Henry Draper Medal ausgezeichnet. 1957 wurde er in die American Academy of Arts and Sciences gewählt. 1972 wurde er Mitglied (associé étranger) der Académie des sciences in Paris.

## Publikationen
- Bengt Edlén: An attempt to identify the emission lines in the spectrum of the solar corona. Ark. Mat. Astron. Fys., 28B, no. 1, 1-4,1941.
- Bengt Edlén: Die Deutung der Emissionlinien im Spektrum der Sonnenkorona. Z. Astrophys., 22, 30–64, 1942. (online)
- Bengt Edlén: The identification of the coronal lines. Mon. Not. R. Astron Soc., 105, 323–333. 1945. (online)